# Johann von Limburg-Styrum
Johann von Limburg-Styrum (* um 1285; † 1364) war ein deutscher Adliger, durch Abstammung Graf von Limburg und durch Erbe Herr von Styrum.

## Abstammung
Johann war ein Sohn von Dietrich I. von Isenberg-Limburg und dessen Gemahlin Bertradis von Götterswick.

## Ehe und Nachkommen
Johann heiratete zum ersten Mal vor 1309 Uda, Tochter von Otto III. von Ravensberg und Hedwig zur Lippe, und zum zweiten Mal um 1318 Margareta, Tochter von Otto von Ahaus und Margarethe von Ghoer. Er hatte folgende Nachkommen:
- Imagina

⚭ Ulrich von Truhendingen
- Dietrich III. von Limburg-Styrum (* um 1347; † 2. Mai 1398)

⚭ 1353 Johanna von Reifferscheid († um 1384)
- Johann, Kanoniker zu Mülheim an der Ruhr
- Hermann († 1385)
- Jutta

⚭ Eberhard von der Leyten